# 王閔生
王閔生（1975年9月15日—），臺灣政治人物，民主進步黨籍，現任臺北市議會議員。出生於臺北市景美区，曾任民進黨發言人和青年發展部主任。

## 早年生涯
王閔生出生於臺北市景美区。家中六位姐姐、三位哥哥，大家庭中排行老十。求學時期於國立中正大學主修社會福利、輔修財金畢業。

## 政治生涯

### 幕僚經歷
王閔生曾在臺北縣縣長蘇貞昌連任競選總部擔任青年軍大隊長，並在勝選後擔任縣長秘書。2004年進入民主進步黨中央黨部，歷任民進黨發言人、組織推廣部副主任、台灣民主學院副主任和青年發展部主任，並於2008年總統大選、2010年臺北市市長選舉和2012年總統大選擔任競選總部主要幹部。2009年蔡英文擔任民主進步黨主席期間，升任青年部主任。2014年當選臺北市議員後，隨即於2015年受蔡英文邀請擔任競選總統發言人。

### 臺北市議員
2013年10月，王閔生宣布辭去民進黨中央黨部職務，投入臺北市大安區、文山區市議員黨內初選勝出，代表民進黨參與臺北市議員選舉，勝選並兩次連任。
2023年5月，獲民進黨「民主大聯盟」徵召參選臺北市第八選舉區立法委員，敗給時任中國國民黨籍立委赖士葆。

## 選舉紀錄
| 年度 | 選舉屆數               | 選舉區           | 所屬政黨   | 得票數 | 得票率 | 當選標記 | 備註 |
| ---- | ---------------------- | ---------------- | ---------- | ------ | ------ | -------- | ---- |
| 2014 | 第十二屆臺北市議員選舉 | 臺北市第六選舉區 | 民主進步黨 | 22,993 | 7.46%  |          |      |
| 2018 | 第十三屆臺北市議員選舉 | 臺北市第六選舉區 | 民主進步黨 | 12,954 | 4.39%  |          |      |
| 2022 | 第十四屆臺北市議員選舉 | 臺北市第六選舉區 | 民主進步黨 | 11,811 | 4.14%  |          |      |
| 2024 | 第十一屆立法委員選舉   | 臺北市第八選舉區 | 民主進步黨 | 59,490 | 32.42% |          |      |

## 外部連結
- 臺北市議員王閔生個人網站 （页面存档备份，存于）
- 王閔生  （Min-Sheng Wang）的Facebook專頁
- 王閔生 台北市議員的Facebook專頁
- Instagram 王閔生
- Line官方帳號ID：＠minsheng